# زمستان آتشفشانی

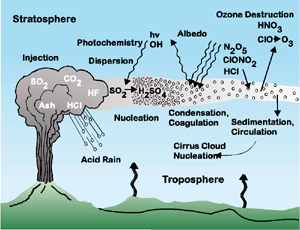
زمستان آتشفشانی؛ تبدیل دی‌اکسید گوگرد به اسید سولفوریک، که به‌سرعت در استراتوسفر، متراکم می‌شود و ذرات معلق سولفات ریز را تشکیل می‌دهد.

زمستان آتشفشانی اصطلاحی به معنای کاهش دما بر اثر کاهش روشنایی خورشید و افزایش سپیدایی زمین (افزایش بازتاب اشعه‌های خورشیدی از زمین) توسط ذرات خاکستر آتشفشانی و قطره‌های اسید سولفوریک است. زمستان‌های آتشفشانی بزرگ معمولاً به‌دنبال فوران‌های آتشفشانی بزرگ روی می‌دهند. در دراز مدت اثر خنک‌کننده در درجه اول پس از تزریق از ترکیبات سولفید در اشکال هواپخش وابسته به جو بالا — پوش‌کره — بالاترین، سطوح کم فعال فضای کمی پایین تر جایی که بارش رخ می‌دهد، برای پاک‌سازی آن منطقه از هواپخش‌ها زمانی طولانی نیاز است.